# Vogtland (Naturraum)
Das Vogtland ist eine namentlich ans historische Vogtland angelehnte naturräumliche Haupteinheitengruppe nach dem Handbuch der naturräumlichen Gliederung Deutschlands, die in Sachsen, Thüringen und zu kleineren Anteilen im Norden Bayerns liegt.
Das naturräumliche Vogtland weicht in seinen Grenzen merklich vom historischen ab, dessen Hochlagen im (Süd-)Osten aus naturräumlicher Sicht bereits dem Westerzgebirge zugerechnet werden müssen.
Hauptfluss des Vogtlandes ist die Weiße Elster, die im Süden des Oberen Vogtlandes, im Elstergebirge, entspringt und bei Gera das Vogtland verlässt. Im Westen wird das Vogtland von der Saale durchflossen, deren Tal von Hof bis Saalfeld Teil der westlichen Haupteinheiten ist.

## Übliche Zuordnungen der Landschaftsteile
Das Vogtland zerfällt in nur drei Haupteinheiten, die in gängigen Einteilungen der DDR nicht als eine Einheit aufgefasst wurden:
- Die fast komplett in Thüringen gelegenen Ostthüringisch-Vogtländischen Hochflächen im Nordwesten mit dem Ronneburger Acker- und Bergbaugebiet im äußersten Norden der Gesamtlandschaft werden üblicherweise als Ostthüringer Schiefergebirge dem Thüringer Schiefergebirge zugerechnet, welches im Handbuch auf den Hauptkamm zwischen Thüringer Wald und Fichtelgebirge beschränkt wird. In der innerthüringischen Gliederung Die Naturräume Thüringens der Thüringer Landesanstalt für Umwelt und Geologie wird ihr Kernland der Einheit Ostthüringer Schiefergebirge–Vogtland zugerechnet, welche die kleinen mittelvogtländischen Anteile (v. a. bei Greiz) mit einschließt.[2]
- Die überwiegend sächsischen Haupteinheiten Mittelvogtländisches Kuppenland und Oberes Vogtland im südöstlichen Teil werden in der Gliederung Naturräume in Sachsen der Sächsischen Akademie der Wissenschaften unter Vogtland, inzwischen mit dem Elstergebirge als eigener Einheit, der Übereinheit Sächsisches Bergland und Mittelgebirge zugerechnet, wobei Randanteile des Ostthüringer Schiefergebirges (v. a. um Pausa/Vogtland) einbezogen werden, nicht jedoch die Randanteile am Ronneburger Acker- und Bergbaugebiet.[3]

## Naturräumliche Gliederung
Die naturräumliche Haupteinheitengruppe Vogtland gliedert sich nach dem Handbuch der naturräumlichen Gliederung Deutschlands wie folgt in Haupteinheiten (dreistellig) und nach Werken wie Die Naturräume Thüringens und Naturräume in Sachsen insbesondere in die Untereinheiten:
- 41 (=D17 nach BfN) Vogtland
  - 410 Ostthüringisch-Vogtländische Hochflächen
    - Ronneburger Acker- und Bergbaugebiet
    - Plothener Teichplatte
    - Oberes Saaletal zwischen Hirschberg und Saalfeld

  - 411 Mittelvogtländisches Kuppenland
    - Oberes Saaletal zwischen Hof und Hirschberg

  - 412 Oberes Vogtland
    - Bergener Becken (inselartige „Zeugensenke“ des Erzgebirges)
    - Kirchberger Becken (geologisch bereits Teil des Erzgebirges, geomorphologisch indes dem Vogtland zuzurechnen)
    - Elstergebirge (geologisch im Übergangsraum des Erzgebirges zum Fichtelgebirge)

Zur Geologie fast aller Teile dieser Regionen siehe Thüringisch-Fränkisch-Vogtländisches Schiefergebirge, zur Zuordnung insbesondere den entsprechenden Abschnitt.

## Allgemeine Quellen
- BfN
  - Kartendienste
  - Landschaftssteckbriefe des Vogtlandes:
    - Hochlagen des thüringisch-sächsischen Vogtlandes
    - Oberes Saaletal
    - Ostthüringisch-Vogtländische Hochflächen (ohne Teichplatte)
    - Plothener Teichplatte
    - Ronneburger Acker- und Bergbaugebiet (Nordöstliche Ostthüringisch-Vogtländische Hochflächen)
    - Untere Lagen des Mittelvogtländischen Kuppenlandes
    - Mittelhohe Lagen des Oberen Vogtlandes
    - Untere Lagen des Oberen Vogtlandes